# Lumières dansantes
Pour plus de détails, voir Fiche technique et Distribution.
Lumières dansantes, en danois Blinkende lygter, est un film danois réalisé par Anders Thomas Jensen, sorti en 2000. C'est une adaptation pour le cinéma du poème du même titre de Tove Ditlevsen.

## Synopsis
Torkild doit de l'argent à l'Eskimo, un chef du crime organisé à Copenhague. Afin de pouvoir le rembourser, Torkild doit effectuer des missions pour le compte de ce dernier. Le soir de son anniversaire, l'Eskimo lui demande de cambrioler la maison d'un diplomate grec. Avec ses trois amis, Peter, Arne et Stefan, Torkild s'introduit par effraction et ouvre le coffre fort, quand soudain un homme armé entre. Des tirs sont échangés, Peter est blessé. Les malfaiteurs prennent cependant la fuite avec la mallette qui contient quatre millions de couronnes danoises en billets.
Mais plutôt que d'apporter la mallette à l'Eskimo comme convenu, ils décident de garder l'argent et de partir à Barcelone. La camionnette qu'ils conduisent tombe en panne dans une forêt, où ils trouvent refuge dans une bâtisse délabrée. Le lendemain, Alfred, un chasseur, remarque leur présence, et leur demande s'ils vont ouvrir un restaurant, ce que Torkild confirme. Ils font venir Carl, un médecin local, qui prescrit à Peter un repos complet de deux semaines.
Comme ils sont coincés dans la maison, Torkild achète une camionnette et du matériel pour réparer la bâtisse, ce qui renforce leur affirmation sur l'ouverture d'un restaurant. Mais lorsque le groupe peut à nouveau partir, Torkild achète la bâtisse sans se concerter avec les autres, alors que le prix représente une grande partie de la somme qu'ils ont dérobée. Peter accepte immédiatement de rester, tandis que Arne et Stefan sont réticents. Carl se lie alors au groupe et les conseille pour la cuisine.
Un jour, excédé par les reproches de Torkild qui joue le rôle de chef, Arne part avec son sac d'armes. En chemin, il rencontre Alfred et les deux sympathisent au point que Arne échange son sac avec le fusil de chasse d'Alfred. Ils passent la nuit dans la forêt, et Arne revient à la bâtisse le lendemain.
Hanne, la petite amie de Stefan, les rejoint entre-temps, et annonce qu'elle est enceinte. Elle et les trois autres hommes ne s'apprécient pas. Ainsi, lorsque Torkild la gifle, elle convainc Stefan de partir. Mais en chemin, il change d'avis et retourne au restaurant sans Hanne.
L'Eskimo découvre l'endroit où se cache le groupe. Il s'y rend avec des hommes de main pour récupérer l'argent, et menace le groupe avec des armes à feu. Alfred arrive et les tue avec une des armes qu'il a échangées avec Arne. Finalement, le restaurant reçoit ses premiers clients, et Therese, l'ex-petite amie de Torkild qui travaille comme critique gastronomique, vient juger la qualité. Dans sa critique, elle présente le repas comme le pire de toute sa vie, mais charmée par l'ambiance, décerne quatre étoiles, une pour chacun des propriétaires.

## Distribution
- Søren Pilmark : Torkild
- Ulrich Thomsen : Peter
- Mads Mikkelsen : Arne
- Nikolaj Lie Kaas : Stefan
- Sofie Gråbøl : Hanne, la petite amie de Stefan
- Iben Hjejle : Therese, l'ex-petite amie de Torkild
- Ole Thestrup : Alfred, le chasseur
- Frits Helmuth : Carl, le médecin
- Peter Andersson : Eskimo, le gangster